# 2761 Eddington
2761 Eddington (1981 AE) là một tiểu hành tinh vành đai chính được phát hiện ngày 1 tháng 1 năm 1981 bởi Bowell, E. ở Flagstaff (AM).